# Tríptico de los Uffizi
El tríptico de los Uffizi es una pintura de témpera sobre tabla realizada por Andrea Mantegna, que data de alrededor de 1460 y se conserva en la Galería Uffizi, en Florencia. La obra consta de tres paneles reunidos en el siglo XIX, pero cuya verdadera cohesión como tríptico es puesta en duda por muchos historiadores. Está conformado por la Ascensión de Cristo (86 cm x 42,5 cm), la Adoración de los Magos (76 cm x 76,5 cm) y la circuncisión (86 cm x 42,5 cm).

## Historia
La mayoría de los estudiosos creen que estas tres obras formaron parte de la decoración de la capilla privada del marqués Luis III Gonzaga en el Castello di San Giorgio de Mantua, como se indica en dos cartas con fecha de abril de 1464 enviadas por el marqués a Mantegna, según menciona Vasari.
Otros (como Fiocco), siendo incapaz de explicar la llegada de la obra a Florencia, lo definen como un trabajo realizado en la Toscana durante dos viajes del artista, fechados en 1466 y 1467. Sin embargo, razones de estilo vinculan la obra del artista de Padua, en torno a 1459.
En cualquier caso, la primera mención de la obra está definitivamente establecida en 1587, cuando es fragmentada en el Valle de Muggia, cerca de Pistoia, entre la propiedad de Antonio de Medici. En 1632, pasa a través de herencia a las colecciones del Gran Ducado, donde es nuevamente separada y la Adoración de los Magos erróneamente atribuida a Botticelli. El trabajo de reunificación tuvo lugar en 1827, con un nuevo marco renacentista tallado y dorado.
La mayoría de los críticos modernos hace hincapié en la incongruencia de esta unificación, resaltando las diferencias en el tamaño y la forma, especialmente entre la circuncisión y las otras dos tablas. 
Roberto Longhi dudaba de que los tres paneles fueran diseñados como una unidad, y sugirió que se mantuvieron separadas pero en la misma capilla, que también incluyó la pintura de la Muerte de la Virgen del Museo del Prado. Según él, fue al colocar el panel de la muerte de la Virgen junto al de la circuncisión cuando se decidió limitar las historias solo a la vida de Cristo.

## Descripción y estilo
Las diferencias entre los tres cuadros también son evidentes mirando a los elementos de diseño. Por ejemplo, todos requieren una fuente de luz diferente y la descripción de las actividades al aire libre (Ascensión y la Adoración de los Magos) se diferencia de la riqueza interior de la circuncisión. La forma ligeramente cóncava de la Adoración hace pensar en su posición original diseñada para ubicarse dentro de un nicho o en el ábside central.

### Ascensión

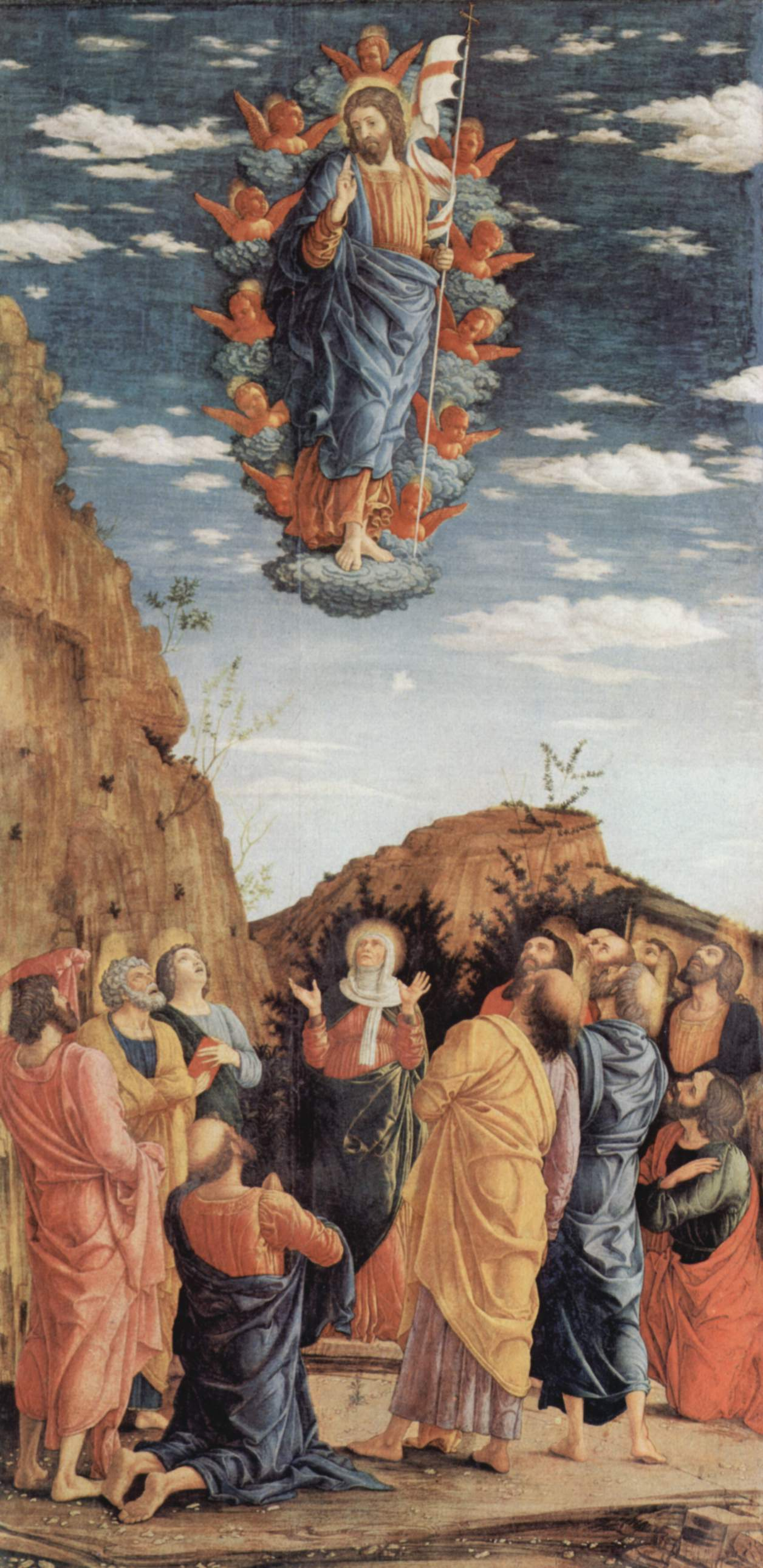
Ascensión.

De las tres obras, la Ascensión es la que tiene un patrón más rígido y severo, que mejora el sentido místico de la escena. Dividido en dos bandas horizontales en la parte inferior representa a la virgen y los apóstoles que en un círculo alrededor de la tumba rodeada de almendros, miran con gesto de sorpresa a Cristo ascendiendo en la mitad superior, apoyado sobre una nube ya en el cielo donde hay querubines, mientras hace un gesto de bendición y sujeta en su mano izquierda una bandera con la cruz, en signo de triunfo.
El paisaje es árido y rocoso, similar a la de la Crucifixión de la predela del retablo de San Zenón del Louvre, con un claro cielo azul salpicado de nubes de color.
Existe un dibujo preparatorio de color gris-verdoso con reflejos blancos de papel de las cabezas de los apóstoles, que se conservan en el Fogg Art Museum de Cambridge (Massachusetts).

### Adoración de los Magos

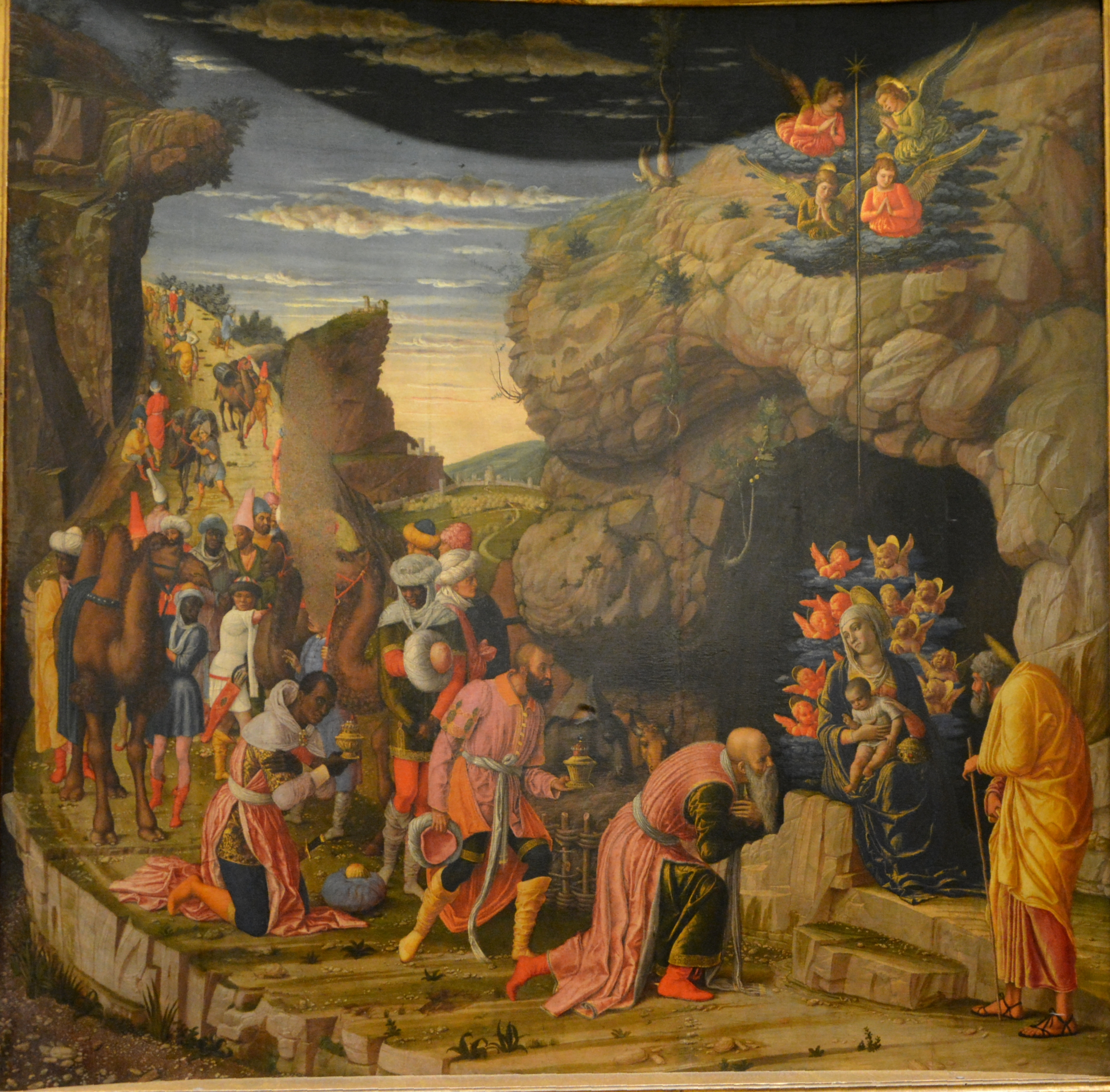
Adoración de los Magos.

La adoración de los Magos es quizás el más colorido y animado de los paneles. La procesión de los Reyes Magos viene por un camino que serpentea a lo lejos, sinuoso entre los afloramientos de roca, y pasa a primer plano hacia la gruta de la natividad. La virgen y el niño se presentan en una mandorla de querubines que hacen énfasis en el grupo sagrado, mientras que a la derecha está la figura de José. Cuatro ángeles rezan sobre la gruta, mientras que el buey y el mulo están al margen, a la izquierda de la entrada de la cueva. Los tres Reyes Magos están de rodillas. Hábilmente las líneas de más fuerza de la escena conducen la mirada del espectador hacia el niño, que recibe la bendición de uno de los magos.
La procesión, como es frecuente en este tipo de representación, está animada por un gran número de personajes y animales exóticos, tocados con turbantes orientales, sombreros bizantinos de color y un arquero mongol.

### Circuncisión

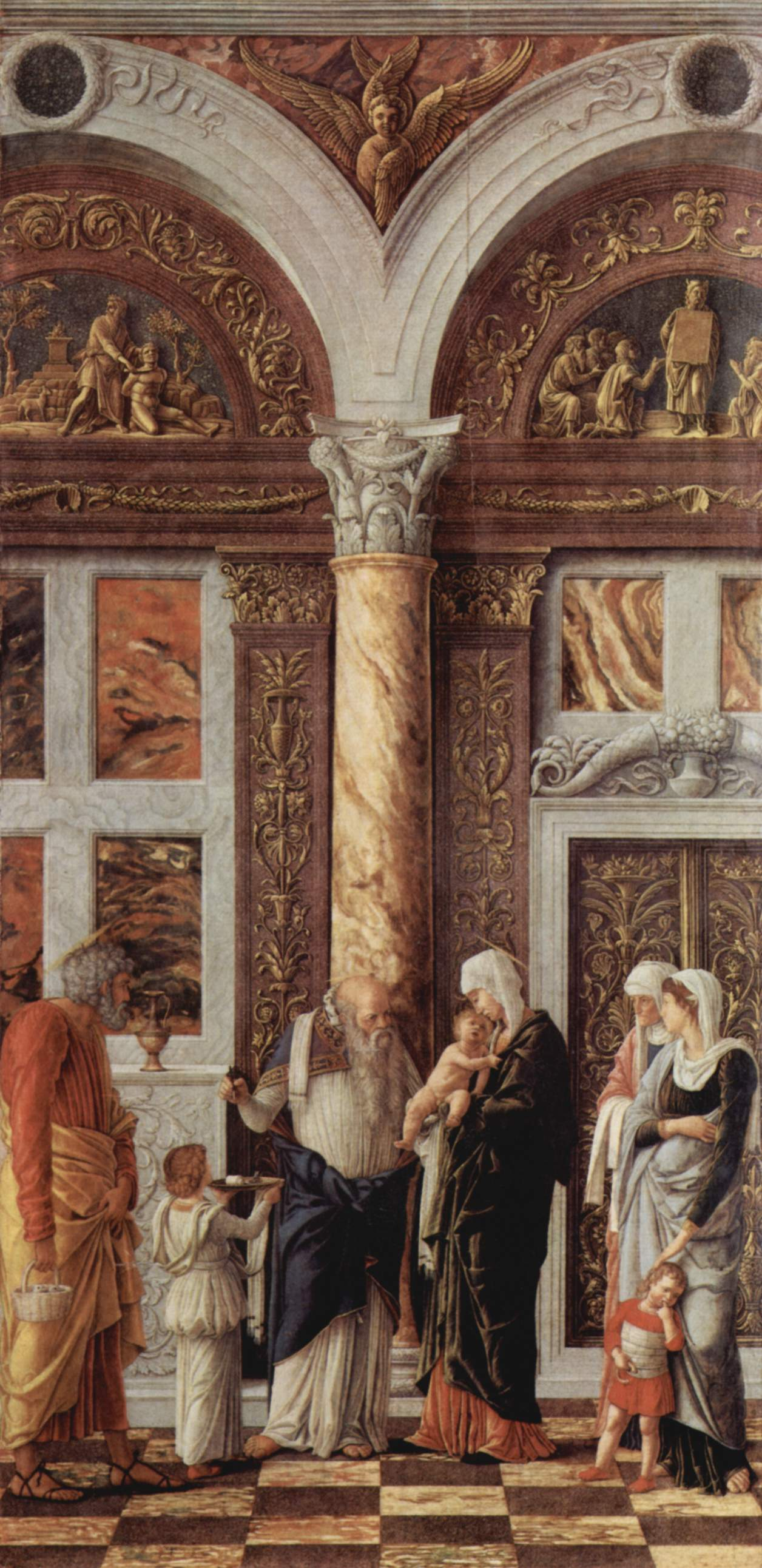
Circuncisión.

La circuncisión es la parte del tríptico donde Mantegna recrea plenamente un interior clásico, con una profusión de decoraciones elegantes que no se encuentran en ninguno de sus otros trabajos de este tamaño. 
La iconografía realiza una rara combinación de dos episodios, la Presentación en el Templo y la circuncisión. El acto del sacerdote, de hecho, se refiere al segundo episodio, no tan frecuentemente representado en el arte de la época, mientras que el resto de la escena hace referencia a la presentación en el templo. La profetisa Ana y José que trae dos tórtolas como ofrenda, necesarios para el rito de la purificación de María, que se produjo, según el rito judío, después del nacimiento de su primer hijo. La unificación de los dos episodios que tuvieron lugar de acuerdo a los evangelios, cuarenta y ocho días después respectivamente del nacimiento de Jesús, se debe al Evangelio del pseudo-Mateo, donde se cita una segunda circuncisión donde se llevó a cabo el rito de la purificación de la madre. Una copia manuscrita del texto se menciona entre los libros de la biblioteca de los Gonzaga en 1407, y no es improbable que Mantegna pudiera haberla usado como fuente.
Los otros personajes de la escena son el anciano sacerdote, con una expresión y gestos de tranquilidad y sabiduría, que dirige la mirada del espectador hacia el niño en los brazos de la virgen. El sacerdote tiene en la mano un cuchillo, tomado de una bandeja con otros instrumentos necesarios para el ritual que es ofrecido por un joven a su espalda, vestido con una túnica grande atada a la cintura. A la derecha hay, además de la citada Ana, una mujer con un niño comiendo una rosquilla, que algunos han querido identificar con Santa Isabel y Juan el Bautista, a pesar de la falta de halos. A partir del siglo XIX desaparece el tema del ciclo de la infancia de Cristo.
Es extraordinaria la decoración lujosa de la sala donde se ejecuta el rito judío, con la ornamentación escultórica sublime. En el centro, de acuerdo con el principal grupo de figuras, se encuentra una gran columna de mármol jaspeado, con un capitel inspirado en el orden corintio, con dos arcos de medio punto, decorados con guirnaldas que contienen medallones de mármol. Al lado de la columna hay dos pilastras en pórfido, decoradas con elaborados candelabros de oro, que se reflejan en la arquitectura en ruinas de San Sebastián de Viena. En ella hay dos dinteles del mismo material, adornados con guirnaldas y conchas, en la que descansan dos arcos similares, que contienen dos lunetas con escenas pintadas en blanco y negro: es el sacrificio de Isaac y la entrega de las Tablas de la Ley (donde se reconoce a Moisés por los típicos cuernos o rayos de luz que salían de su frente al bajar del monte Sinaí), dos acontecimientos que prefiguran y simbolizan la fidelidad a la ley divina, y que de acuerdo a la Leyenda Dorada de Santiago de la Vorágine alude al ritual de la presentación: a menudo se hace referencia a Moisés en las escenas de la Presentación en el Templo, como por ejemplo en una de Ambrogio Lorenzetti, también en los Uffizi (1342). María y José obedecen la ley de Moisés y ofrecen un sacrificio al modo de Abraham, las tórtolas. Los lunetos del Antiguo Testamento representan la fe, la obediencia y la fidelidad a la tradición judía por parte de María y José. 
En la parte superior, entre los arcos, el hueco está ocupado por un querubín dorado. El suelo es de mármol, a cuadros en perspectiva.
Hay un dibujo de la virgen y el niño en la Kunsthalle de Hamburgo, considerado un estudio de autógrafos para la elaboración final de la pintura, o una obra derivada de un copista.